# Дурмонов, Рустам Чаршанбиевич
Рустам Чаршанбиевич Дурмонов (узб. Rustam Chorshambiyevich Do'rmonov; 28 января 1969) — советский и узбекистанский футболист. Младший брат Абдусамата Дурманова

## Биография
Карьеру начал в клубе «Сурхан».
В разных годах играл в клубах «Пахтакор» и «Навбахор».
Большую часть карьеры провёл в клубе «Нефтчи», где и добился основных успехов.

### Сборная Узбекистана
За сборную Узбекистана сыграл 14 игр, забил 2 гола. В 1994 году в составе сборной Узбекистана стал чемпионом Азиатских игр.

## Достижения
- Чемпион Азиатских игр: 1994
- Чемпион Узбекистана (4): 1992, 1993, 1994, 2001
- Обладатель Кубка Узбекистана (2): 1993, 1996
- Лучший бомбардир чемпионата Узбекистана: 1993 (26 голов)
- Член клубов: Геннадия Красницкого и Берадора Абдураимова